# Advanced Maryland Automatic Network Disk Archiver
Der Advanced Maryland Automatic Network Disk Archiver (AMANDA) bietet eine auf dem Client–Server-Prinzip basierende, automatisierte Backup-Lösung.
Der Backup-Server fordert von seinen Clients in bestimmten Abständen volle oder inkrementelle Backups an. Diese werden dann bei Bedarf auf einer sogenannten Holding Disk zwischengespeichert und anschließend auf das Band im Bandlaufwerk bzw. die Bänder in der Tape-Library oder in eine Virtual-Tape-Library geschrieben.
AMANDA kann auf Wunsch mit tar oder dump/restore sichern. Die Bänder können dann mit den entsprechenden Computerprogrammen, oder mit amrestore wiederhergestellt werden.

Anstelle von physischen Bändern können auch virtuelle Bänder benutzt werden, zum Beispiel in der Form von Dateien auf RAID-Arrays. Das Programm ist als Komplettlösung konzipiert. Es bietet Verwaltungsfunktionen für genutzte Bänder und kann Bandwechsler und Labeldrucker ansprechen.
1999 war Amanda das populärste freie Backup-Utility seiner Art.